# Będków (gemeente)
De gemeente Będków is een landgemeente in het Poolse woiwodschap Łódź, in powiat Tomaszowski.
De zetel van de gemeente is in Będków.
Op 30 juni 2004 telde de gemeente 3561 inwoners.

## Oppervlakte gegevens
In 2002 bedroeg de totale oppervlakte van gemeente Będków 57,88 km², waarvan:
- agrarisch gebied: 85%
- bossen: 7%

De gemeente beslaat 5,64% van de totale oppervlakte van de powiat.

## Demografie
Stand op 30 juni 2004:
| Omschrijving                   | Totaal | Totaal | Vrouwen | Vrouwen | Mannen | Mannen |
| ------------------------------ | ------ | ------ | ------- | ------- | ------ | ------ |
| eenheid                        | aantal | %      | aantal  | %       | aantal | %      |
| inwoners                       | 3561   | 100    | 1786    | 50,2    | 1775   | 49,8   |
| bevolkingsdichtheid (inw./km²) | 61,5   | 61,5   | 30,9    | 30,9    | 30,7   | 30,7   |

In 2002 bedroeg het gemiddelde inkomen per inwoner 1282,62 zł.

## Administratieve plaatsen (sołectwo)
Będków, Brzóstów, Ceniawy, Drzazgowa Wola, Ewcin, Gutków, Kalinów, Łaknarz, Magdalenka, Nowiny, Prażki, Remiszewice, Rosocha, Rudnik, Rzeczków, Sługocice, Teodorów, Wykno, Zacharz.

## Aangrenzende gemeenten
Brójce, Czarnocin, Moszczenica, Rokiciny, Ujazd, Wolbórz